# Vuelta a San Juan 2019
La Vuelta a San Juan 2019, trentasettesima edizione della corsa, valevole come prova dell'UCI America Tour 2019 categoria 2.1, si è svolta in sette tappe dal 27 gennaio al 3 febbraio 2019 su un percorso di 953,3 km, con partenza e arrivo a San Juan, in Argentina. La vittoria è stata appannaggio del colombiano Winner Anacona, che ha completato il percorso in 22h09'21" alla media di 43,126 km/h, precedendo il francese Julian Alaphilippe e lo spagnolo Óscar Sevilla.
Al traguardo di San Juan 152 ciclisti, su 167 partenti, hanno portato a termine la competizione.

## Tappe
| Tappa  | Data        | Percorso                                            | km    | Vincitore di tappa | Leader cl. generale |
| ------ | ----------- | --------------------------------------------------- | ----- | ------------------ | ------------------- |
| 1ª     | 27 gennaio  | San Juan > Pocito                                   | 159,1 | Fernando Gaviria   | Fernando Gaviria    |
| 2ª     | 28 gennaio  | Chimbas > Peri Lago Punta Negra                     | 132,1 | Julian Alaphilippe | Fernando Gaviria    |
| 3ª     | 29 gennaio  | Pocito > Pocito (cron. individuale)                 | 12    | Julian Alaphilippe | Julian Alaphilippe  |
| 4ª     | 30 gennaio  | San José de Jáchal > Valle Fértil/Villa San Agustín | 185,8 | Fernando Gaviria   | Julian Alaphilippe  |
|        | 31 gennaio  | giorno di riposo                                    |       |                    |                     |
| 5ª     | 1º febbraio | San Martín > Alto Colorado                          | 169,5 | Winner Anacona     | Winner Anacona      |
| 6ª     | 2 febbraio  | Autódromo El Villicum > Autódromo El Villicum       | 153,5 | Germán Tivani      | Winner Anacona      |
| 7ª     | 3 febbraio  | San Juan > San Juan                                 | 141,3 | Sam Bennett        | Winner Anacona      |
| Totale | Totale      | Totale                                              | 953,3 |                    |                     |

## Squadre e corridori partecipanti
| N.      | Cod. | Squadra                            |
| ------- | ---- | ---------------------------------- |
| 1-6     | MED  | Medellín                           |
| 11-16   | BOH  | Bora-Hansgrohe                     |
| 21-26   | DQT  | Deceuninck-Quick-Step              |
| 31-36   | LTS  | Lotto Soudal                       |
| 41-46   | MOV  | Movistar Team                      |
| 51-56   | UAD  | UAE Team Emirates                  |
| 61-66   | TDD  | Team Dimension Data                |
| 71-76   | ANS  | Androni Giocattoli-Sidermec        |
| 81-86   | CJR  | Caja Rural-Seguros RGA             |
| 91-96   | ICA  | Israel Cycling Academy             |
| 101-106 | NIP  | Nippo-Vini Fantini-Faizanè         |
| 111-116 | NSK  | Neri Sottoli Selle Italia KTM      |
| 121-126 | BIC  | Biesse Carrera                     |
| 131-136 | BHP  | BeltramiTSA Hopplà Petroli Firenze |

| N.      | Cod. | Squadra                     |
| ------- | ---- | --------------------------- |
| 141-146 | STA  | Sporting/Tavira             |
| 151-156 | STF  | Start Cycling Team          |
| 161-167 | AVF  | Agrupación Virgen de Fátima |
| 171-177 | ACM  | Asociación Civil Mardan     |
| 181-187 | EMP  | Municipalidad de Pocito     |
| 191-197 | MRW  | Municipalidad de Rawson     |
| 201-207 | ARG  | Argentina                   |
| 211-216 | BRA  | Brasile                     |
| 221-226 | CHL  | Cile                        |
| 231-236 | CUB  | Cuba                        |
| 241-246 | MEX  | Messico                     |
| 251-256 | PER  | Perù                        |
| 261-266 | URY  | Uruguay                     |

## Dettagli delle tappe

### 1ª tappa
- 27 gennaio: San Juan > Pocito – 159,1 km

Risultati
| Pos. | Corridore        | Squadra    | Tempo    |
| ---- | ---------------- | ---------- | -------- |
| 1    | Fernando Gaviria | UAE        | 3h50'12" |
| 2    | Matteo Malucelli | Caja Rural | s.t.     |
| 3    | Sam Bennett      | Bora       | s.t.     |

| Pos. | Corridore        | Squadra    | Tempo    |
| ---- | ---------------- | ---------- | -------- |
| 1    | Fernando Gaviria | UAE        | 3h50'02" |
| 2    | Matteo Malucelli | Caja Rural | a 4"     |
| 3    | Sam Bennett      | Bora       | a 6"     |

### 2ª tappa
- 28 gennaio: Chimbas > Peri Lago Punta Negra – 132,1 km[1]

Risultati
| Pos. | Corridore          | Squadra    | Tempo    |
| ---- | ------------------ | ---------- | -------- |
| 1    | Julian Alaphilippe | Deceuninck | 3h11'33" |
| 2    | Simone Consonni    | UAE        | s.t.     |
| 3    | Peter Sagan        | Bora       | s.t.     |

| Pos. | Corridore          | Squadra    | Tempo    |
| ---- | ------------------ | ---------- | -------- |
| 1    | Fernando Gaviria   | UAE        | 7h01'32" |
| 2    | Julian Alaphilippe | Deceuninck | a 3"     |
| 3    | Simone Consonni    | UAE        | a 7"     |

### 3ª tappa
- 29 gennaio: Pocito > Pocito – Cronometro individuale – 12 km

Risultati
| Pos. | Corridore          | Squadra    | Tempo  |
| ---- | ------------------ | ---------- | ------ |
| 1    | Julian Alaphilippe | Deceuninck | 13'41" |
| 2    | Valerio Conti      | UAE        | a 12"  |
| 3    | Remco Evenepoel    | Deceuninck | s.t.   |

| Pos. | Corridore          | Squadra    | Tempo    |
| ---- | ------------------ | ---------- | -------- |
| 1    | Julian Alaphilippe | Deceuninck | 7h15'16" |
| 2    | Fernando Gaviria   | UAE        | a 18"    |
| 3    | Valerio Conti      | UAE        | a 22"    |

### 4ª tappa
- 30 gennaio: San José de Jáchal > Valle Fértil/Villa San Agustín – 185,8 km

Risultati
| Pos. | Corridore        | Squadra    | Tempo    |
| ---- | ---------------- | ---------- | -------- |
| 1    | Fernando Gaviria | UAE        | 4h20'26" |
| 2    | Peter Sagan      | Bora       | s.t.     |
| 3    | Álvaro Hodeg     | Deceuninck | s.t.     |

| Pos. | Corridore          | Squadra    | Tempo     |
| ---- | ------------------ | ---------- | --------- |
| 1    | Julian Alaphilippe | Deceuninck | 11h35'42" |
| 2    | Fernando Gaviria   | UAE        | a 8"      |
| 3    | Valerio Conti      | UAE        | a 22"     |

### 5ª tappa
- 1º febbraio: San Martín > Alto Colorado – 169,5 km

Risultati
| Pos. | Corridore         | Squadra  | Tempo    |
| ---- | ----------------- | -------- | -------- |
| 1    | Winner Anacona    | Movistar | 4h25'10" |
| 2    | Nicolás Paredes   | Medellín | s.t.     |
| 3    | Cristhian Montoya | Medellín | s.t.     |

| Pos. | Corridore          | Squadra    | Tempo     |
| ---- | ------------------ | ---------- | --------- |
| 1    | Winner Anacona     | Movistar   | 16h01'08" |
| 2    | Julian Alaphilippe | Deceuninck | a 41"     |
| 3    | Óscar Sevilla      | Medellín   | a 57"     |

### 6ª tappa
- 2 febbraio: Autódromo El Villicum > Autódromo El Villicum – 153,5 km

Risultati
| Pos. | Corridore     | Squadra       | Tempo    |
| ---- | ------------- | ------------- | -------- |
| 1    | Germán Tivani | Virgen de Fá. | 3h13'29" |
| 2    | Daniel Díaz   | Mun. Pocito   | s.t.     |
| 3    | Daniel Zamora | Virgen de Fá. | s.t.     |

| Pos. | Corridore          | Squadra    | Tempo     |
| ---- | ------------------ | ---------- | --------- |
| 1    | Winner Anacona     | Movistar   | 19h14'55" |
| 2    | Julian Alaphilippe | Deceuninck | a 35"     |
| 3    | Óscar Sevilla      | Medellín   | a 57"     |

### 7ª tappa
- 3 febbraio: San Juan > San Juan – 141,3 km

Risultati
| Pos. | Corridore    | Squadra    | Tempo    |
| ---- | ------------ | ---------- | -------- |
| 1    | Sam Bennett  | Bora       | 2h54'26" |
| 2    | Álvaro Hodeg | Deceuninck | s.t.     |
| 3    | Erik Baška   | Bora       | s.t.     |

| Pos. | Corridore          | Squadra    | Tempo     |
| ---- | ------------------ | ---------- | --------- |
| 1    | Winner Anacona     | Movistar   | 22h09'21" |
| 2    | Julian Alaphilippe | Deceuninck | a 35"     |
| 3    | Óscar Sevilla      | Medellín   | a 57"     |

## Evoluzione delle classifiche
| Tappa              | Vincitore          | Classifica generale Maglia a pois blu | Classifica scalatori Maglia ocra | Classifica sprint intermedi Maglia gialla | Classifica giovani Maglia verde | Classifica a squadre |
| ------------------ | ------------------ | ------------------------------------- | -------------------------------- | ----------------------------------------- | ------------------------------- | -------------------- |
| 1ª                 | Fernando Gaviria   | Fernando Gaviria                      | Daniel Zamora                    | Maximiliano Navarrete                     | Alejandro Osorio                | Bora-Hansgrohe       |
| 2ª                 | Julian Alaphilippe | Fernando Gaviria                      | Miguel Flórez                    | Maximiliano Navarrete                     | Remco Evenepoel                 | UAE Team Emirates    |
| 3ª                 | Julian Alaphilippe | Julian Alaphilippe                    | Miguel Flórez                    | Maximiliano Navarrete                     | Remco Evenepoel                 | UAE Team Emirates    |
| 4ª                 | Fernando Gaviria   | Julian Alaphilippe                    | Daniel Zamora                    | Maximiliano Navarrete                     | Remco Evenepoel                 | UAE Team Emirates    |
| 5ª                 | Winner Anacona     | Winner Anacona                        | Daniel Zamora                    | Maximiliano Navarrete                     | Remco Evenepoel                 | Movistar Team        |
| 6ª                 | Germán Tivani      | Winner Anacona                        | Daniel Zamora                    | Maximiliano Navarrete                     | Remco Evenepoel                 | Movistar Team        |
| 7ª                 | Sam Bennett        | Winner Anacona                        | Daniel Zamora                    | Maximiliano Navarrete                     | Remco Evenepoel                 | Movistar Team        |
| Classifiche finali | Classifiche finali | Winner Anacona                        | Daniel Zamora                    | Maximiliano Navarrete                     | Remco Evenepoel                 | Movistar Team        |

## Classifiche finali

### Classifica generale - Maglia bianca
| Pos. | Corridore           | Squadra    | Tempo     |
| ---- | ------------------- | ---------- | --------- |
| 1    | Winner Anacona      | Movistar   | 22h09'21" |
| 2    | Julian Alaphilippe  | Deceuninck | a 35"     |
| 3    | Óscar Sevilla       | Medellín   | a 57"     |
| 4    | Valerio Conti       | UAE        | a 1'03"   |
| 5    | Felix Großschartner | Bora       | a 1'13"   |
| 6    | Richard Carapaz     | Movistar   | a 1'20"   |
| 7    | Nicolás Paredes     | Medellín   | a 1'24"   |
| 8    | Nairo Quintana      | Movistar   | a 1'29"   |
| 9    | Remco Evenepoel     | Deceuninck | a 1'36"   |
| 10   | Tiesj Benoot        | Lotto      | a 1'38"   |

### Classifica scalatori - Maglia ocra
| Pos. | Corridore        | Squadra       | Punti |
| ---- | ---------------- | ------------- | ----- |
| 1    | Daniel Zamora    | Virgen de Fá. | 30    |
| 2    | Nicolás Paredes  | Medellín      | 26    |
| 3    | Facundo Cattapan | Mun. Rawson   | 16    |
| 4    | Royner Navarro   | Perù          | 13    |
| 5    | Winner Anacona   | Movistar      | 10    |

### Classifica sprint intermedi - Maglia gialla
| Pos. | Corridore      | Squadra       | Punti |
| ---- | -------------- | ------------- | ----- |
| 1    | M. Navarrete   | Argentina     | 11    |
| 2    | Daniel Zamora  | Virgen de Fá. | 10    |
| 3    | Gerardo Tivani | Mun. Pocito   | 5     |
| 4    | Adrián Richeze | Virgen de Fá. | 4     |
| 5    | Germán Tivani  | Virgen de Fá. | 4     |

### Classifica giovani - Maglia verde
| Pos. | Corridore         | Squadra     | Tempo     |
| ---- | ----------------- | ----------- | --------- |
| 1    | Remco Evenepoel   | Deceuninck  | 22h10'57" |
| 2    | Gino Mäder        | Dimension   | a 2"      |
| 3    | Sebastián Castaño | BeltramiTSA | a 54"     |
| 4    | Alejandro Osorio  | Nippo       | a 3'52"   |
| 5    | Filippo Conca     | Biesse      | a 5'47"   |

### Classifica a squadre
| Pos. | Squadra                           | Tempo     |
| ---- | --------------------------------- | --------- |
| 1    | Movistar Team                     | 66h31'02" |
| 2    | Medellín                          | a 1'01"   |
| 3    | A. C. Agrupación Virgen de Fátima | a 3'35"   |
| 4    | Androni Giocattoli-Sidermec       | a 4'46"   |
| 5    | Nippo-Vini Fantini-Faizanè        | a 6'30"   |